# Harald Laurin
Harald Laurin, född 24 maj 1875 i Öja församling, död 27 april 1950 i Stockholm, var en svensk affärsman och riksdagspolitiker. Han satt för Bondeförbundet i riksdagens andra kammare 1925–1932, invald i Stockholms läns valkrets.

## Uppväxt och fältarkeologi
Laurin var son till folkskollärare Karl Niklas Laurin och Bernhardina Jakoba Vessman. Efter studentexamen studerade han i Uppsala.
Vid 24 års ålder ledde han sommaren 1899 den första arkeologiska räddningsutgrävningen på Barshalder-gravfältet, inte långt från hemsocknen Öja. Han var dock ingen skicklig fältarkeolog: "Om man inte visste om den galopperande gravplundringen och påföljande grustäkten skulle det vara frestande att säga att Laurins utgrävningar gjorde mer skada än nytta. ... Laurins planritningar över gravar är grovhuggna på gränsen till obrukbarhet".

## Affärsman
Laurin ägnade sig sedan åt affärsverksamhet, bland annat som VD i handelsfirman Laurin & Perkal och styrelseledamot i Restaurang AB Stora Hotellet, Jönköping. Han engagerade sig i Sverige-Amerika Stiftelsen och drev under en tid tillsammans med kompanjoner en velodrom i Stockholm, invigd år 1923.

## Bondekooperation och tidningsutgivning
Laurin arbetade aktivt för bondekooperationen och ägde tidningen Svenska landsbygden, som kom ut mellan 1927 och 1932. År 1930 fick han kritik i pressen för en ekonomisk transaktion, ”Gloria-affären”, som var relaterad till bondekooperationen och som ledde till rättegång.

## Filmbranschen
Laurin skrev manus till två filmer från 1913, Lappens brud eller Dramat i vildmarken och Amors pilar eller Kärlek i Höga Norden.

## Hembygdsvän
Laurin gav stöd åt sin gotländska hembygd bland annat genom att inrätta två stipendier för gotländska studenter vid Uppsala universitet och genom att finansiera konserveringen av Bara ödekyrka. Han räddade också Träskmyr och Vasteån från utdikning genom att köpa myrmarken i syfte att bevara dess naturvärden.
Harald Laurin är gravsatt i Gustav Vasa kyrkas kolumbarium vid Odenplan i Stockholm.